# گاربر (اکلاهما)
گاربر(به انگلیسی: Garber) شهری در ایالت اکلاهما کشور ایالات متحده آمریکا است که جمعیت آن در سرشماری سال ۲۰۱۰ میلادی، ۸۲۲ نفر بوده‌است.